# 수도권 종합뉴스
《수도권 종합뉴스》는 TBS FM에서 평일 오후 2시에 방송되었던 낮 수도권 종합뉴스 프로그램이다.

## 진행자
- TBS 아나운서

## 동시 시간대 뉴스 프로그램
- 뉴스 중계탑 (KBS 제1라디오)
- SBS 낮 종합뉴스 (SBS 러브FM)